# Cytheromorpha fuscata
Cytheromorpha fuscata är en kräftdjursart som först beskrevs av Brady 1869.  Cytheromorpha fuscata ingår i släktet Cytheromorpha och familjen Loxoconchidae. Arten är reproducerande i Sverige. Inga underarter finns listade i Catalogue of Life.